# Gondecourt
 Gondecourt  es una población y comuna francesa, en la región de Norte-Paso de Calais, departamento de Norte, en el distrito de Lille y cantón de Seclin-Sud.

## Demografía
| 2521 | 2600 | 2800 | 3410 | 3777 | 3902 |
| Para los censos de 1962 a 1999 la población legal corresponde a la población sin duplicidades (Fuente: INSEE [Consultar]) |      |      |      |      |      |